# Święciechowa (gmina)
Święciechowa (1937–1954 gmina Leszno) – gmina wiejska w województwie wielkopolskim, w powiecie leszczyńskim. W latach 1975–1998 gmina położona była w województwie leszczyńskim.
Siedziba gminy to Święciechowa.
Według danych z 30 czerwca 2024 gmina liczyła 8822 mieszkańców.
Na terenie gminy funkcjonuje lotnisko Leszno-Strzyżewice.

## Struktura powierzchni
Według danych z roku 2002 gmina Święciechowa ma obszar 134,97 km², w tym:
- użytki rolne: 61%
- użytki leśne: 32%

Gmina stanowi 16,77% powierzchni powiatu.

## Demografia

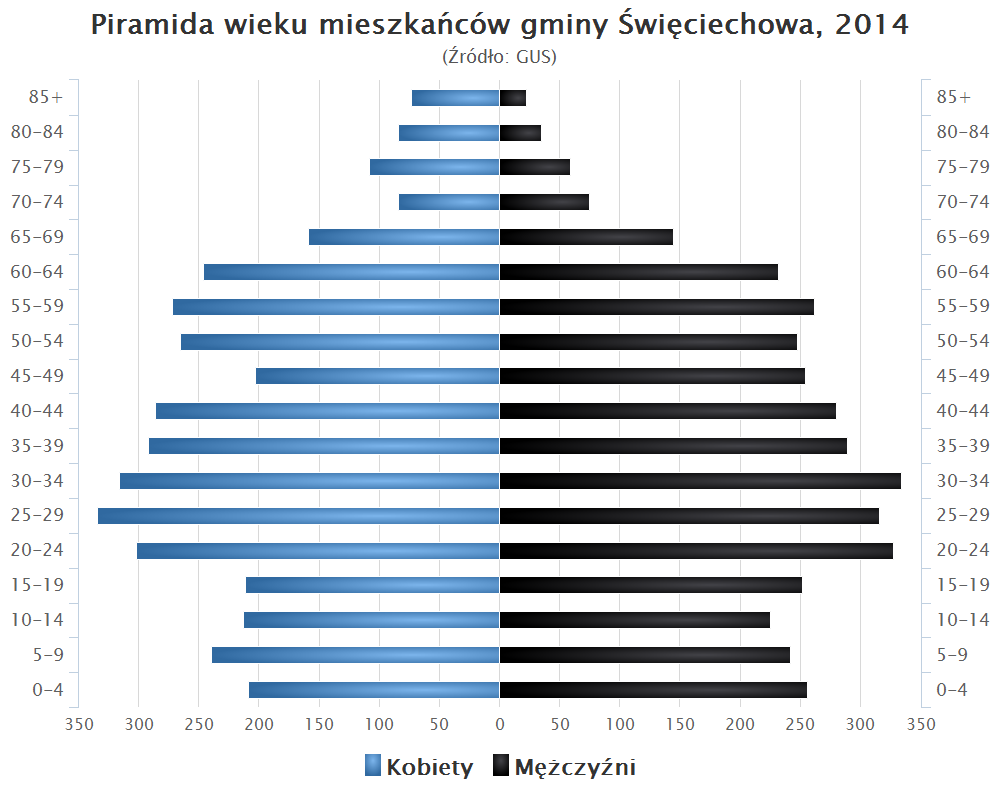
Piramida wieku mieszkańców gminy Święciechowa w 2014 roku

Dane z 31 grudnia 2024:
| Opis                              | Ogółem | Ogółem | Kobiety | Kobiety | Mężczyźni | Mężczyźni |
| --------------------------------- | ------ | ------ | ------- | ------- | --------- | --------- |
| jednostka                         | osób   | %      | osób    | %       | osób      | %         |
| populacja                         | 8741   | 100    | 4385    | 50,6    | 4356      | 49,4      |
| gęstość zaludnienia (mieszk./km²) | 64,8   | 64,8   | 32,4    | 32,4    | 32,2      | 32,2      |

## Sołectwa
Długie Nowe, Długie Stare, Gołanice, Henrykowo, Krzycko Małe, Lasocice, Niechłód, Piotrowice, Przybyszewo, Strzyżewice, Święciechowa, Trzebiny.

## Pozostałe miejscowości
Henrykowo (zniesiona osada), Książęcy Las, Ogrody.

## Sąsiednie gminy
Góra, Leszno, Lipno, Rydzyna, Włoszakowice, Wschowa

## Gminy partnerskie[5]
- Aixe-sur-Vienne, Francja
- Großhabersdorf, Niemcy
- Malinska, Chorwacja